# Alexandra Land
Alexandra Land (russisk: Земля Александры, Zemlya Aleksandry) er en stor ø beliggende i Franz Josefs Land i Arkhangelsk oblast i Rusland. Fraset Victoria Island er det den vestligst beliggende ø i Franz Josef Øhavet.

## Geografi
Det højeste punkt på øen, 382 m, er toppen af Kupol Lunny (Купол Лунный) "Månekuplen", en stor iskuppel der dækker det meste af den vestlige del af øen. I den vestlige ende af den vestlige isdækkede område ligger Nordenskiölds gletsjer, andre gletsjere på øen er Worcester-gletsjeren og Payers gletsjer. Den nordlige del af øen er isfri og dens østlige ende danner en halvø, der strækker sig sydpå, Polyarnykh Letchikov-halvøen. Denne halvø er dækket af Kupol Kropotkina (Купол Кропоткина), en mindre iskuppel. Der er tre store vandhuller på øen, herunder Utinoye (Andedammen) og Ledyanoye (Isdammen).
Dezhnev Bugten (Zaliv Dezhneva) ligger mellem den vestlige del af øen og Polyarnykh Letchikov-halvøen. Cape Thomas (Mys Tomasa) er den sydligste forbjerg af halvøen. Cambridge-kanalen (Proliv Kambritch) er et bredt sund mellem Alexandra Land og Zemlya Georga.
I den sydlige ende denne ø har to kapper, der peger mod sydvest på den sydligste kyst: Kap Lofley og Kap Ludlow. Kap Mary Harmsworth, der peger mod vest, er det vestligste punkt i selve Franz Josefs Land.

## Økologi
Isbjørnen, Ursus maritimus, findes på Alexandra Land. Isbjørne i denne region er i lighed med andre arktiske subregioner genetisk adskilte fra andre isbjørnesubpopulationer i forskellige arktiske subregioner.

## Historie
Alexandra Land er opkaldt til ære for Storfyrstinde Alexandra Pavlovna af Rusland (1783-1801), som blev ærkehertuginde af Østrig efter hendes ægteskab med ærkehertug Joseph Østrigs, palatin af Ungarn.
Den russiske navigator Valerian Albanov af Svyataya Anna nåede Kap Mary Harmsworth i Alexandra Land i 1914 efter hans prøvelser i polarisen. Cape Mary Harmsworth blev opkaldt efter Alfred Harmsworths kone Mary. Alfred Harmsworth, medlem af Royal Geographical Society, var hovedsponsor for Jackson-Harmsworths polarekspedition i 1894 til Franz Josefs Land.
Under 2. verdenskrig etablerede tyskerne en meteorologisk station på øen, kaldet Schatzgräber ("Skattegraver"). De fleste af medlemmerne blev ramt af trikiner efter at have spist råt isbjørnekød. De overlevende blev evakueret og projektet opgivet.
Nagurskaja er en russisk base, beliggende på øen ved 80 ° 49'N 47 ° 25'E, på stedet af den tidligere meteorologiske station. Den blev opkaldt efter pioner pilot Jan Nagórski og har fungeret som en af de vigtigste meteorologiske stationer i området under den kolde krig. Denne base har en 1.500 m lang snelandingsbane. Et Antonov An-72 fragtfly brød sammen under landingen i Nagurskoye den 23. december 1996.
Alexandra Land er også hjemsted for Nagurskoye militærbase, Ruslands nordligste militærbase.
|  |  |